# Granadaeno

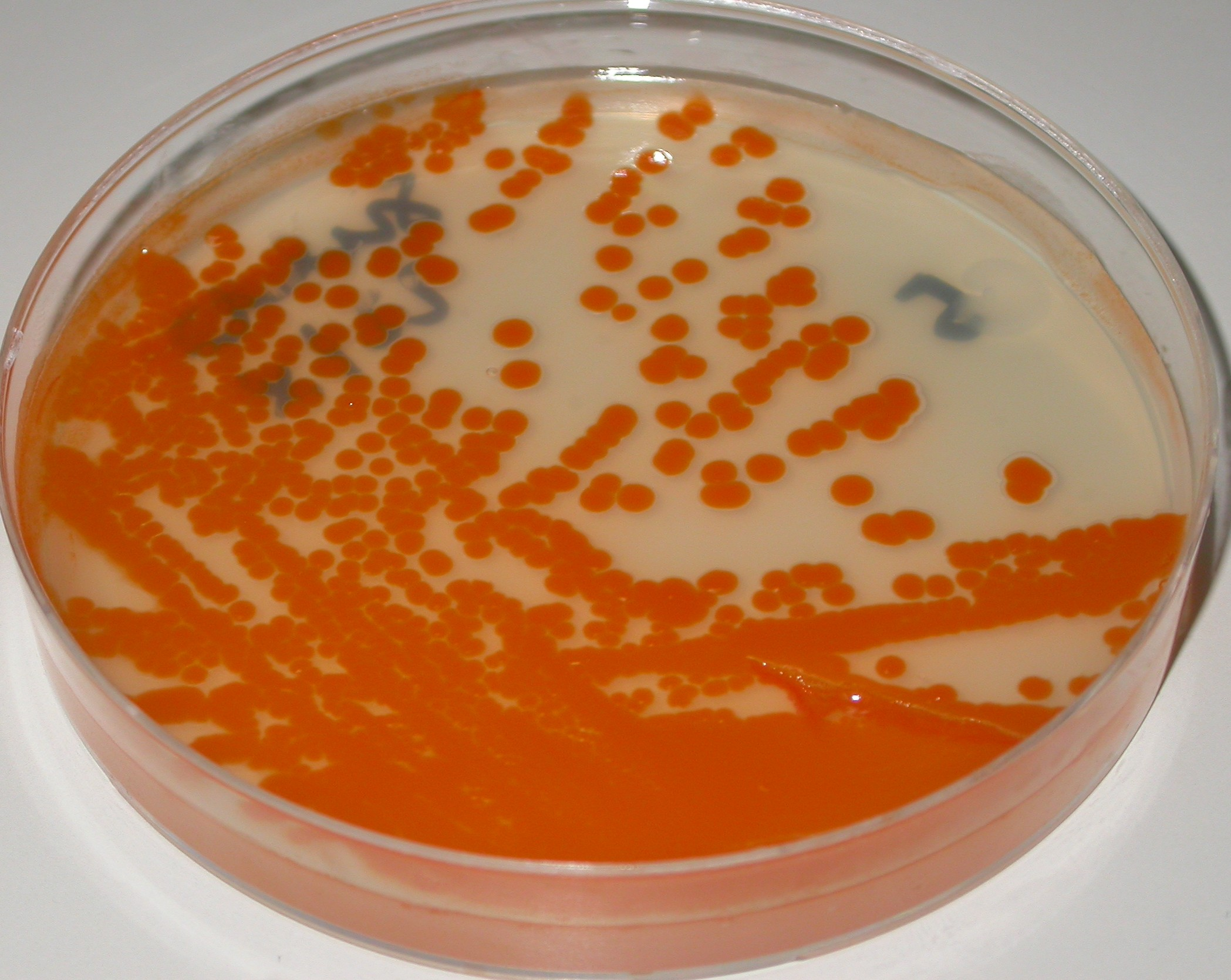
Colonias de Streptococcus agalactiae en agar Granada, incubación anaerobia por 48 hs a 36 °C

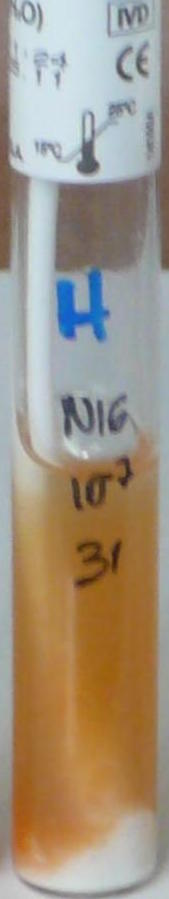
Streptococcus agalactiae en caldo granada

El granadaeno  es un polieno no isoprenoide que constituye el pigmento rojo característico de Streptococcus agalactiae (estreptococo grupo B).

## Propiedades
El granadaeno es un ornitin-ramno-dodecaeno con un sistema conjugado formado por una cadena lineal de 12 dobles enlaces y peso molecular 676,8 Da. Formula molecular C39H52N2O8,  PubChemCID 101411594,
5-amino-2[[(2E,4E,6E,8E,10E,12E,14E,16E,18E,20E,22E,24E)-27-(3,4,5-trihydroxy-6-methyloxan-2-yl)oxyoctacosa-2,4,6,8,10,12,14,16,18,20,22,24-dodecaenoyl]amino]pentanoic acid).

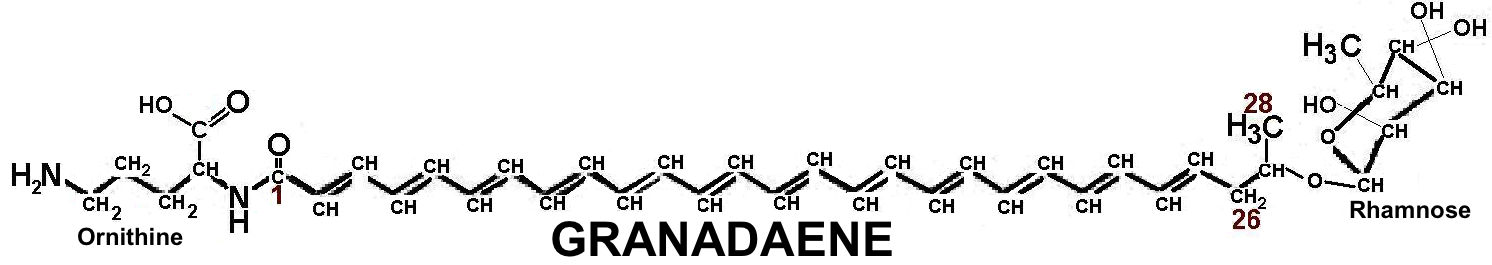
Granadaene

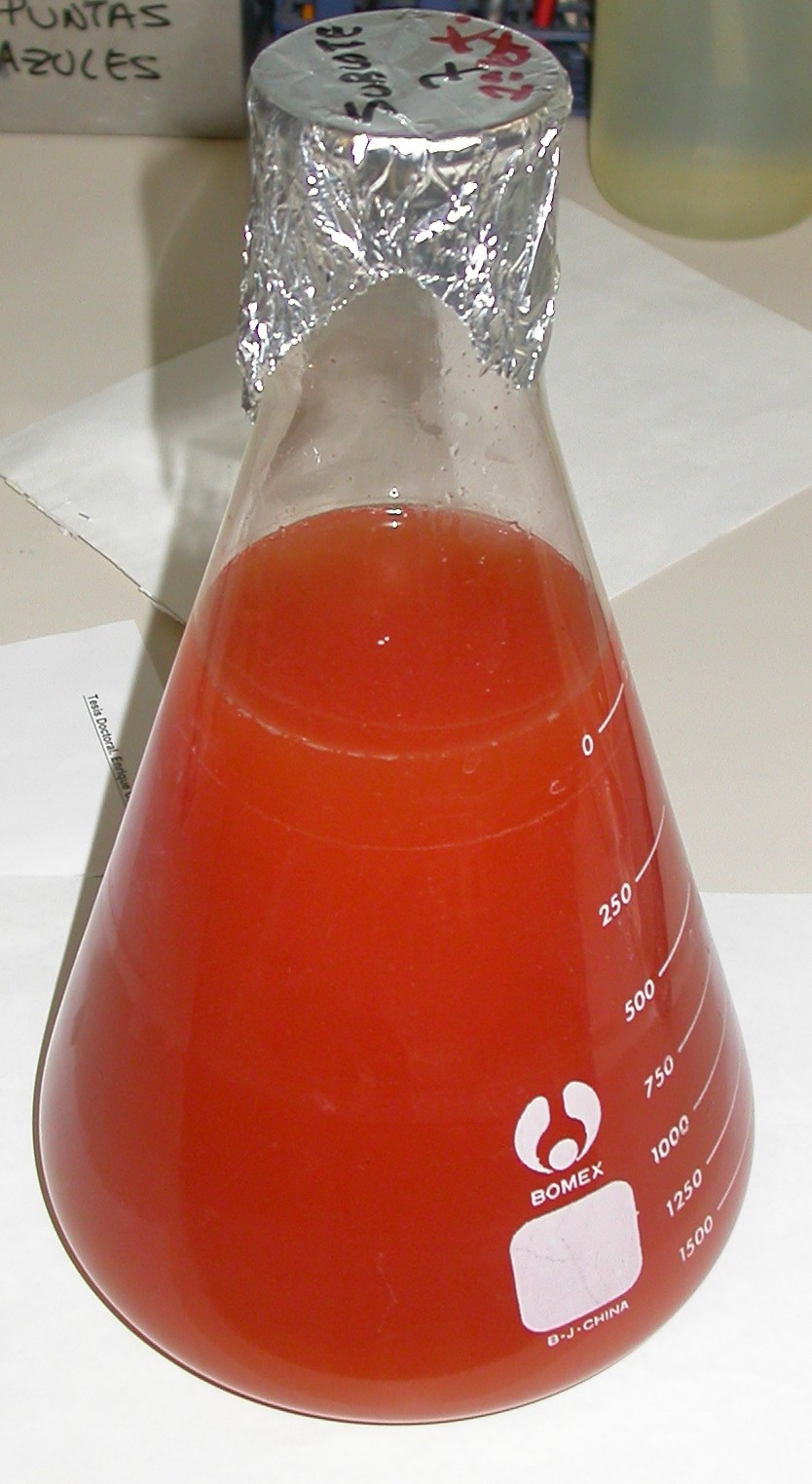
Cultivo de Streptococcus agalactiae en caldo granada

El granadaeno es de color rojo intenso, inodoro, insoluble en agua, metanol, etanol, éter etílico, acetona, hexano, dimetil sulfóxido (DMSO) y en la mayoría de disolventes orgánicos, siendo soluble en DMSO acidificado con ácido trifluoroacético.
En el laboratorio, puede ser obtenido a partir de cultivos de S.agalactiae en caldo granada (agar granada en que no se incorpora agar) a partir del cual puede ser purificado por precipitación con metanol y cromatografía de exclusión molecular en Sephadex LH con una fase móvil de DMSO ácido trifluoracético.

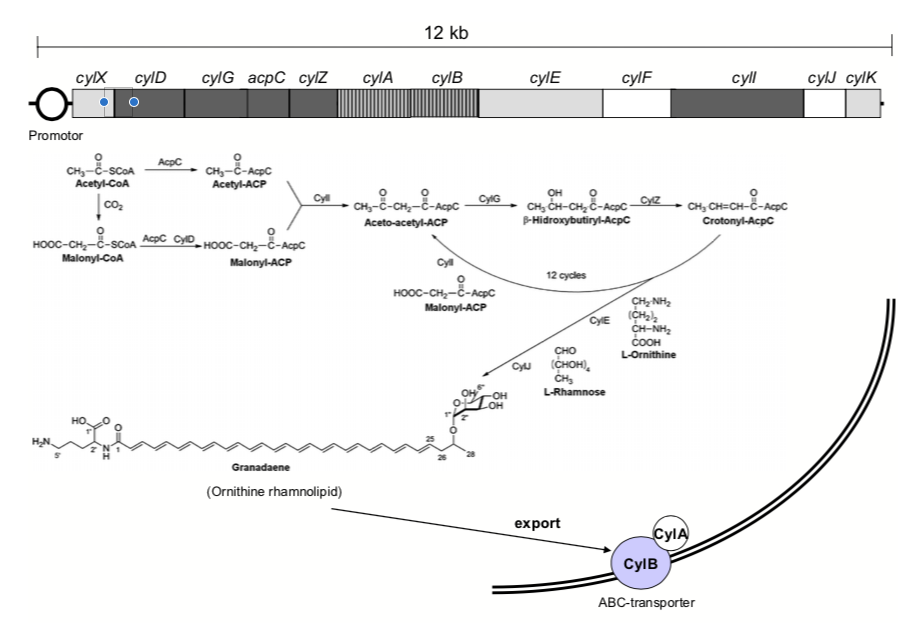
A representation of the 12 genes belonging to the cyl gene cluster of GBS and the theoretical biosynthetic steps toward granadaene formation.

El espectro de absorción Ultravioleta/Visible del granadaeno (disuelto en DMSO/TFA) es extraordinariamente similar al de un caroteno con un sistema análogo de dobles enlaces conjugados  (p.e. α-caroteno) por lo que durante muchos años el pigmento de S.agalactiae se consideró un caroteno.
Polienos no derivados del isopreno con sistemas de hasta 10 dobles enlaces conjugados constituyen un extraordinario tipo de productos naturales (ácidos laetiporicos) encontrados en el basidiomycota Laetiporus sulphureus.

## Interés biológico. Identificación deStreptococcus agalactiae
El granadaeno es un compuesto orgánico sintetizado por S.agalactiae siendo producto final de una vía metabólica análoga a la ruta de biosíntesis de los ácidos grasos.
La biosíntesis de granadaeno está codificada en S.agalactiae por el grupo de 12 genes denominados cyl que también codifican la biosíntesis de la hemolisina en EGB (la denominación cyl se refiere a la amplia acción citolítica de la hemolisina del EGB).
En el operon cyl, el gene cylE se requiere para que S.agalactiae produzca pigmento y la transcripción de los genes cyl esta regulada por el sistema de dos componentes CovR/S.
En S.agalactiae el granadaeno se encuentra localizado en la membrana bacteriana donde podría asumir un papel estabilizador análogo al desempeñado por los carotenos en otras especies bacterianas.

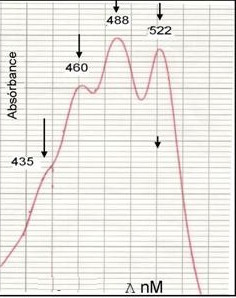
Espectro Ultravioleta/visible del granadaene, disuelto en DMSO+TFA

Dado que el desarrollo de colonias rojas de S.agalactie en agar granada es un carácter fenotípico específico de S.agalactiae, el desarrollo de colonias rojas en medio granada permite su identificación directa en muestras clínicas.

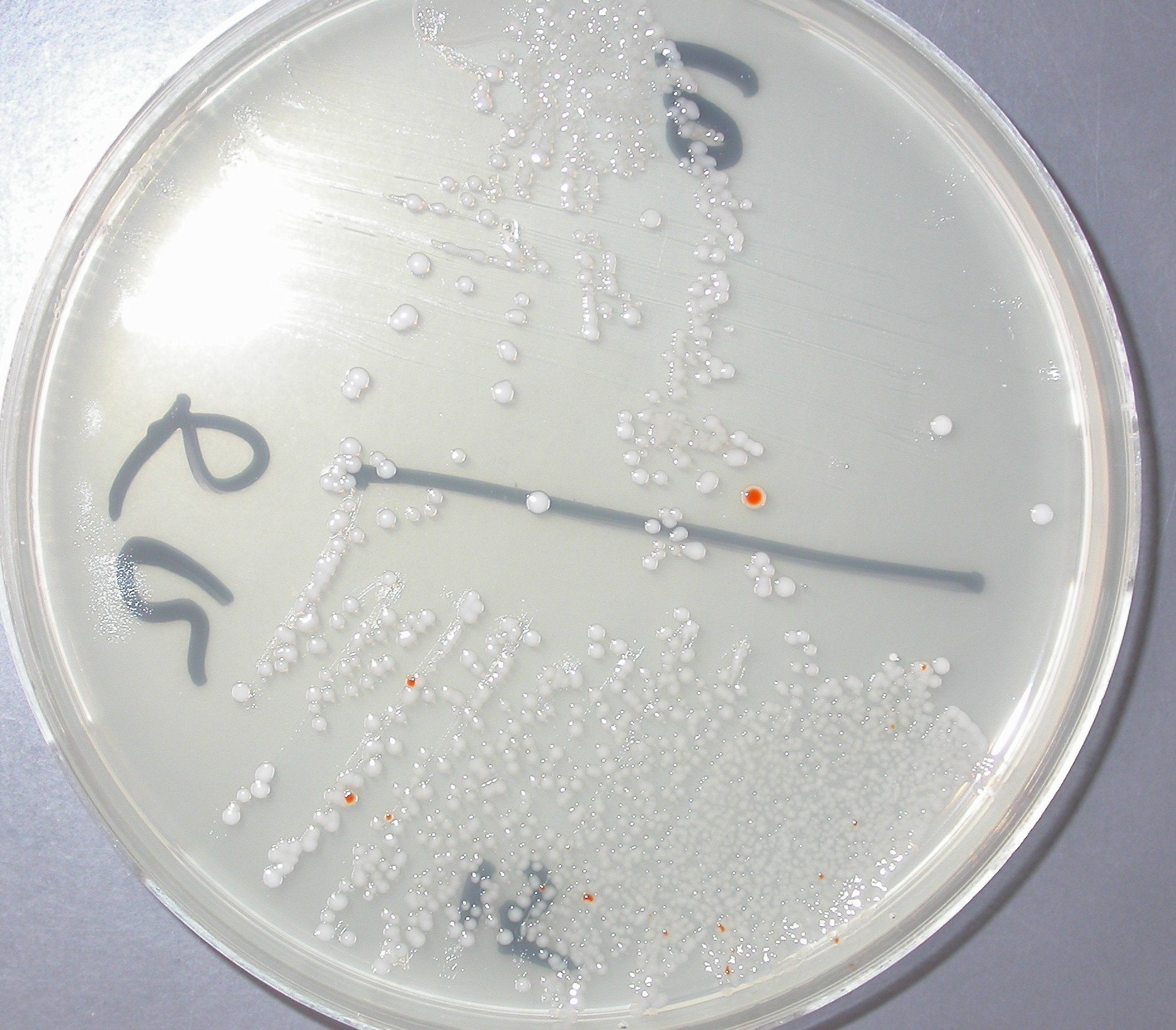
Colonias rojas de S.agalactiae en agar granada. Cultivo vagino-rectal 18h incubación anaerobiosis 36 °C

Además de en S.agalactiae también se ha descrito la presencia de granadaeno y del grupo de genes cyl en otras bacterias Gram positivas como las especias pigmentadas de Acidipropionibacterium (antiguo Propionibacterium) incluyendo A. jensenii, A.thoenii y A.virtanenii causando la aparición de manchas rojas en ciertos tipos de quesos. Probablemente el granadaeno esté también presente en otras especies relacionadas como Pseudopropionibacterium rubrumy en especies del grupo Lactococcus garvieae/petaury/formosensis donde también está presente el grupo de genes cyl.
El grupo de genes cyl ha sido clonado en Lactococus lactis, no hemolítico y no productor de pigmento. La expresión de los genes cyl  transformó a L.lactis en hemolítico, productor de granadaeno y citotóxico indicando que la presencia del operon cyl en una bacteria es suficiente para la producción de granadaeno.

## Granadaeno y Virulencia deS.agalactiae
La actividad hemolitica del granadaeno esta ligada a la longitud de su cadena de doobles enlaces
Ha sido propuesto que el granadaeno constituye realmente la hemolisina de S.agalactiaey que por su amplia acción citotoxica constituye un importante factor de virulencia de esta bacteria.
Sin emberga, 1–5% de las cepas de EGB son no hemolíticas y no producen pigmento .Estas cepas no hemolíticas y no pigmentadas se consideran menos virulemtas.